# 倉田光吾郎
倉田 光吾郎（くらた こうごろう、1973年5月27日 - ）は、日本の鍛冶師、造形作家。

## 略歴
東京都生まれ。父は鍛冶師の倉田光太郎。幼少より西洋鍛冶を間近に見る環境に育つ。高校在学中の夏休み（1991年）に初めての作品「ベースギター」を製作。この作品がリクルート主催の公募展「FROM-A-THE-ART」にて佳作を受賞し、鍛冶、造形の道に進む。
1997年には山梨県内の工房そばに自作のアトリエを製作し移住し作品作りを進める。2003年より1年間の休養。ベルリンを拠点にヨーロッパを歴訪。
2004年に活動再開。同年、日本のアニメ作品　『装甲騎兵ボトムズ』に登場する身長4メートルの二足歩行ロボット「スコープドッグ」の実物大の「1/1スコープドッグ　ブルーティッシュカスタム」の製作を開始。新設したブログ「なんでも作るよ」にて製作状況の公開を始めると同時にインターネット上での大きな話題となり、完成後に過去の作品と併せて初公開した個展「Nurseglove」では12日間でのべ2万人を超える来場が有った。同時期にブログ上の記事と撮り下ろし写真をまとめた書籍「タタキツクルコト」（ISBN 978-4901873468）を上梓。2004年、「1/1スコープドッグ」により第37回星雲賞自由部門の参考候補となる。
2005年から2007年にかけて目黒のピザ店「聖林館」の店舗デザイン及び内装・外装の製作、2007年から2008年にかけて千葉市内の公園に設置された「高炉モニュメント」のデザイン・製作、2009年から2010年にかけては2010 FIFAワールドカップの公式スポンサーであるカストロールジャパンのプロモーション企画としてエンジン駆動のフリーキックマシン「カストロール1号」のデザイン・製作などを手がける。2010年8月からはオリジナルロボット「KURATAS」の製作を開始。完成したクラタスは2014年の映画『THE NEXT GENERATION -パトレイバー-』にレイバー役で登場した。
2007年に「鉄人28号」立像の製作を開始したが、震災復興と地域活性化を目的としたKOBE鉄人PROJECTの鉄人製作を優先することが版権元にて途中で決まり、やむなく中止となった。

## 受賞歴
- 1991年 FROM-A-THE-ART 佳作
- 1993年 HandsGrandPrix 内田繁賞

## 展示等
- 1992年 個展 渋谷GardianGarden
- 1996年 調香師島崎直樹「香り展」オブジェ製作 青山SpiralGarden
- 1999年 新国立劇場 二期会特別公演 オペラ Le Nozze di　Figaro（フィガロの結婚） 舞台装置デザイン及び製作
- 2000年 個展 TEMPERANCE 銀座YajimaGalerie
- 2005年 個展 Nurseglove 水道橋特設会場

## 著書
- タタキツクルコト ISBN 978-4901873468